# Război în sânul mafiei

Război în sânul mafiei (în engleză Miller's Crossing) este un film cu gangsteri american din 1990, regizat de frații Coen și avându-i în rolurile principale pe Gabriel Byrne, Albert Finney, Marcia Gay Harden, Jon Polito și John Turturro. Filmul se referă la o luptă pentru putere între două bande rivale și modul în care protagonistul, Tom Reagan (Gabriel Byrne), joaca de ambele părți. 
În 2005, revista Time a nominalizat Război în sânul mafiei în lista celor mai bune 100 de filme făcute de la începuturile periodicului. Criticul de la Time, Richard Corliss, a afirmat că "noir cu o atingere atât de ușoară, filmul pare a pluti pe o adiere de vânt ca pălăria fedora care zboară prin pădure".

## Rezumat
Tom Reagan (Byrne) este de o lungă perioadă confidentul lui Leo O'Bannon (Finney), un lider politic irlandez american din perioada Prohibiției. Când rivalul italian al lui Leo, Johnny Caspar (Polito), își anunță intențiile sale de a-l ucide pe agentul de pariuri Bernie Bernbaum (Turturro), Leo nu ascultă sfatul lui Tom și afirmă că Bernie este sub protecția sa. Bernie este fratele Vernei Bernbaum (Harden), o femeie oportunistă care a început o relație cu Leo având în același timp o relație sentimentală și cu Tom. Leo și Caspar încep un război, în consecință. 
Tom încearcă tot ce se poate pentru a-l convinge pe Leo să renunțe la Bernie pentru ca să pună capăt războiului cu Caspar; el încearcă să-l convingă pe Leo că Verna îl manipulează pentru a-și proteja fratele, dar Leo rămâne ferm pe poziție. După o tentativă de asasinat asupra lui Leo, Tom îi dezvăluie aventura lui cu Verna pentru a-i dovedi că ea este necinstită, determinându-l pe Leo să-l bată pe Tom și să renunțe la amândoi. Tom pare atunci a schimba partea și se duce să lucreze pentru Caspar. Lui i se ordonă imediat să-l omoare pe Bernie la Răscrucea lui Miller pentru a-și dovedi loialitatea. 
Bernie îl imploră pe Tom să-l cruțe, iar Tom îi permite să scape. Războiul evoluează bine pentru Caspar și el își asumă poziția lui Leo de șef mafiot al orașului. Cu toate acestea, Tom începe să semene discordie între Caspar și omul său cel mai de încredere, Eddie Danezul (Freeman). În același timp, Bernie se întoarce și încearcă să-l șantajeze pe Tom să-l ucidă pe Caspar. 
Mașinațiunile lui Tom îl conving pe Caspar să-l ucidă pe Eddie Danezul. Tom aranjează apoi o întâlnire cu Bernie, dar îl trimite pe Caspar în locul său. Bernie îl atacă pe Caspar, omorându-l. Tom sosește și-l păcălește pe Bernie să renunțe la arma lui, spunând că ei ar putea da vina pe Eddie Danezul, apoi își dezvăluie intenția de a-l ucide pe Bernie. Bernie imploră milă, încă o dată, spunând: "Uită-te în inima ta", dar Tom îl împușcă. 
Caspar și Eddie Danezul fiind morți, Leo își reia postul de șef mafiot. Verna reintră în grațiile lui Leo, dar ea reacționează rece față de Tom. În ziua în care Bernie este îngropat, Leo îl anunță că Verna a acceptat să se căsătorească cu el și-i oferă lui Tom înapoi vechea lui slujbă. Tom refuză și rămâne pe loc, în timp ce Leo pleacă.

## Distribuție
- Gabriel Byrne - Tom Reagan
- Marcia Gay Harden - Verna Bernbaum
- Albert Finney - Leo O'Bannon
- John Turturro - Bernie Bernbaum
- Jon Polito - Johnny Caspar
- J. E. Freeman - Eddie Danezul
- Steve Buscemi - Mink Larouie
- John McConnell - Bryan
- Mike Starr - Frankie
- Al Mancini - Tic-Tac
- Olek Krupa - Tad
- Michael Jeter - Adolph
- Michael Badalucco - șoferul lui Caspar
- Frances McDormand - secretara primarului

## Recepție
Război în sânul mafiei a fost un eșec comercial, aducând încasări de puțin peste 5 milioane dolari, la un buget de 10-14 milioane $. Cu toate acestea, ea a adus mari venituri din vânzările de casete video și de DVD-uri. Filmul a fost lăudat de critici și are un rating de 91% pe Rotten Tomatoes și de 66 pe Metacritic.
Criticul de film David Thomson a numit filmul "o fantezie superbă și moale pe tema filmului cu gangsteri care reclamă o vizionare fără sfârșit." Despre interpretarea lui Turturro el a spus: "Aceasta ar putea fi cea mai bună interpretare a unui dintre cei mai buni actori secundari".
Război în sânul mafiei a câștigat Premiul Criticii la Festivalul Internațional de Film Fantastic Yubari din februarie 1991.
În 2008, filmul a fost nominalizat pentru topul AFI al celor mai bune 10 filme cu gangsteri.

## Coloană sonoră
Muzica filmului a fost compusă de Carter Burwell, cu colaborarea fraților Coen.
Coloana sonoră include melodii de jazz, cum ar fi "King Porter Stomp", care reflectă epoca în care se petrece acțiunea din film. Alte cântece sunt "Danny Boy", cântat de Frank Patterson, un tenor irlandez, care se aude în casa lui Leo. Patterson, de asemenea, poate fi auzit cântând "Goodnight Sweetheart" al lui Jimmy Campbell într-o scenă din Clubul Shenandoah. 

### Lista melodiilor
1. "Opening Titles" – 1:53
2. "Caspar Laid Out" – 1:57
3. "A Man and His Hat" – 0:56
4. "King Porter Stomp" (interpretată de Jelly Roll Morton) – 2:09
5. "The Long Way Around" – 1:39
6. "Miller's Crossing" – 2:35
7. "After Miller's Crossing" – 0:42
8. "Runnin' Wild" (interpretată de Joe Grey) – 3:06
9. "All a You Whores" – 0:24
10. "Nightmare in the Trophy Room" – 1:37
11. "He Didn't Like His Friends" – 0:24
12. "Danny Boy" (interpretată de Frank Patterson) – 4:05
13. "What Heart?" – 0:49
14. "End Titles" – 4:44
15. "Goodnight Sweetheart" (interpretată de Frank Patterson) – 0:54